# Eduard Müller (Politiker, 1818)

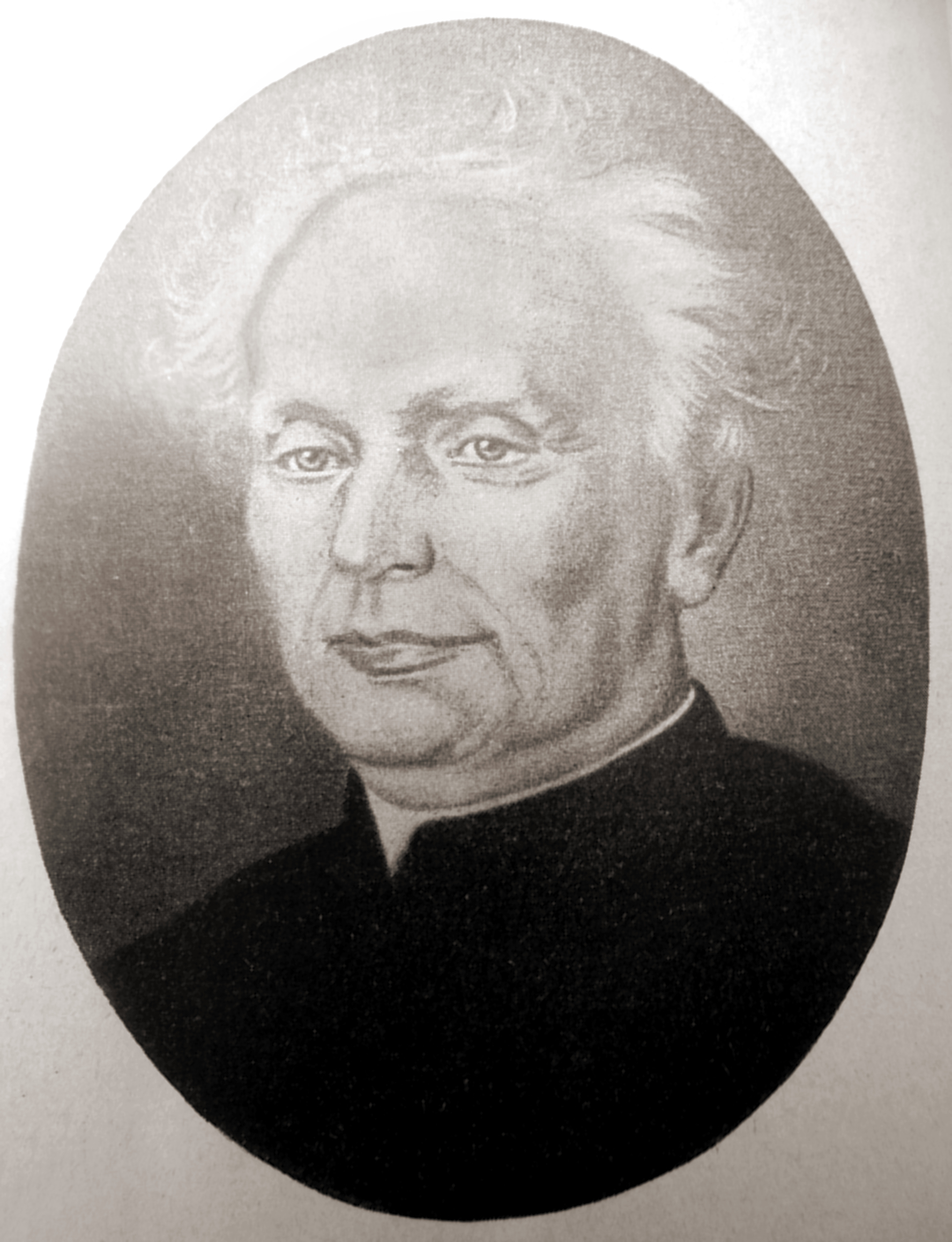
Eduard Müller

Eduard Müller (* 15. November 1818 in Quilitz, Landkreis Glogau, Provinz Schlesien; † 6. Januar 1895 in Neisse) war ein katholischer Priester und Politiker aus Niederschlesien.

## Leben

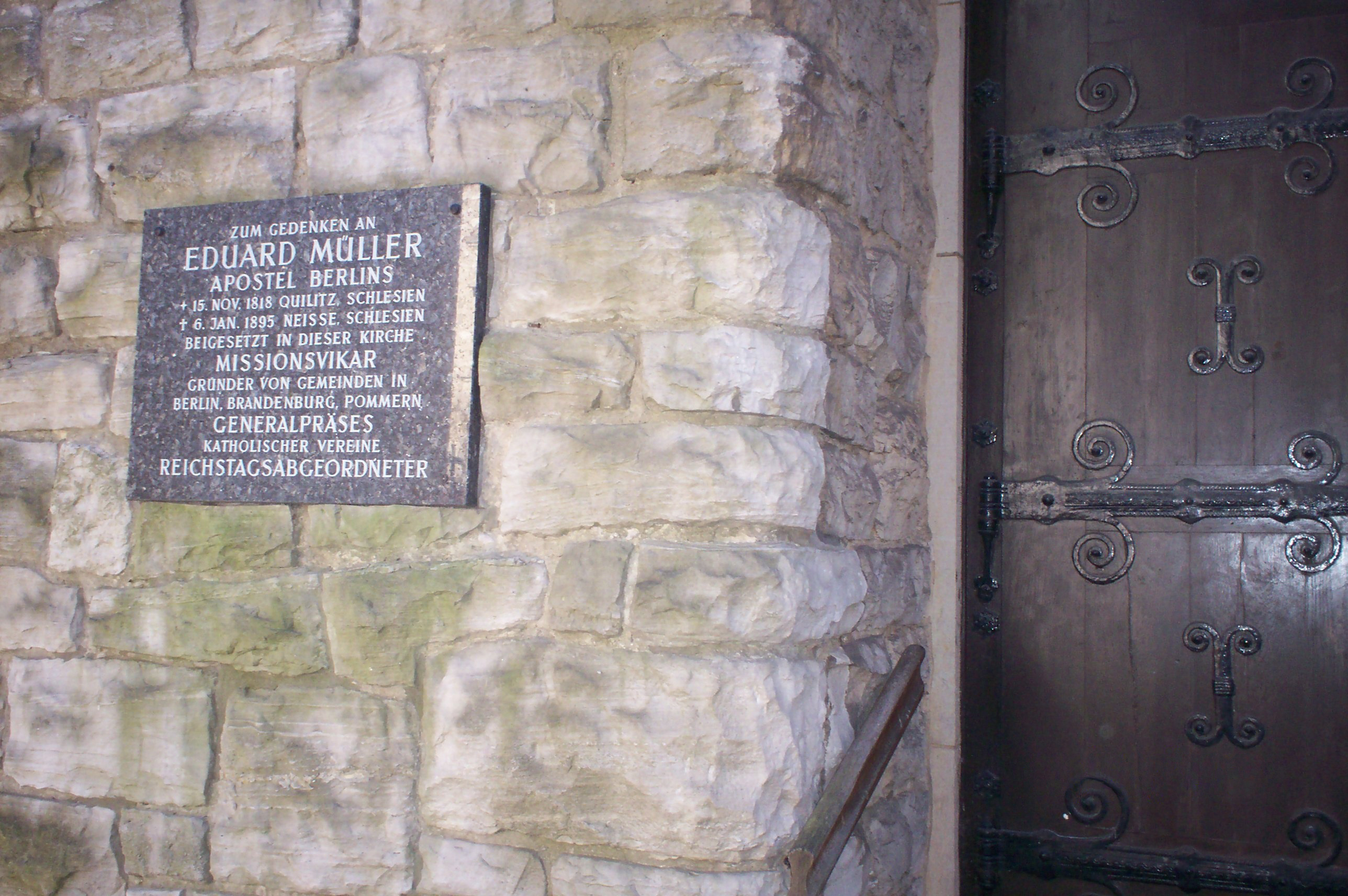
Gedenktafel für Müller am Turm der Eduardkirche

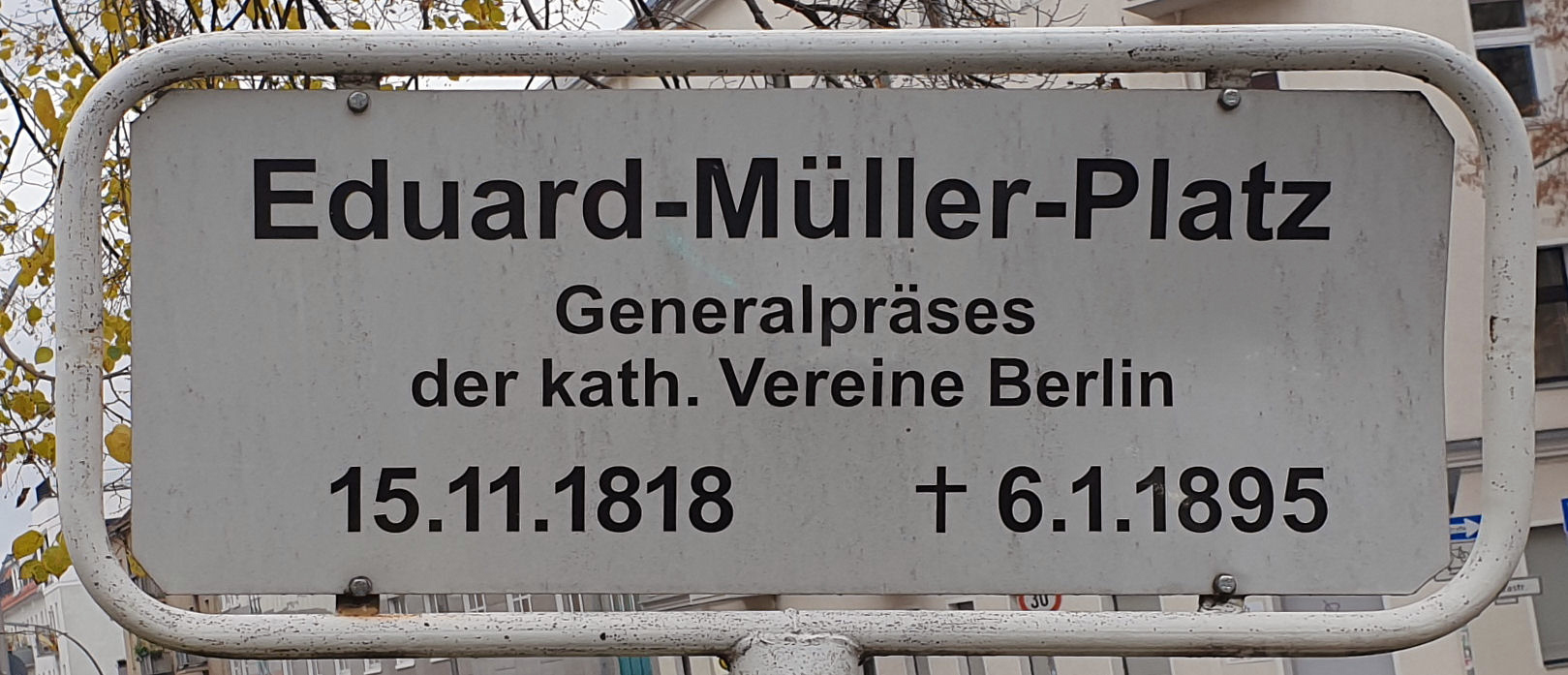
Gedenktafel am Eduard-Müller-Platz in Berlin-Neukölln

Eduard Müller studierte ab dem Wintersemester 1839/40 an der Universität Breslau Katholische Theologie. Wie viele Kommilitonen wurde er 1841 im Corps Lusatia Breslau aktiv. Ihm gehörte er zeitlebens an. 1843 in Breslau zum Priester geweiht, war er Kaplan in Löwenberg in Schlesien und Religionslehrer in Sagan. 1852 kam er als Missionsvikar nach Berlin, zunächst mit einem seelsorglichen Auftrag für Fürstenwalde und Nauen. Er förderte die Gründung katholischer Gemeinden in und um Berlin, die katholischerseits zum fürstbischöflich-breslauischen Delegaturbezirk für Brandenburg und Pommern zählten. Er gründete mit Adolph Kolping den Gesellenverein, das spätere Kolpingwerk, für Berlin und wurde dessen erster Präses. Er wohnte jahrzehntelang in einem unbeheizten Zimmer in der Straße Hinter der Katholischen Kirche. Das nahe gelegene Gesellenhaus in der Niederwallstraße war ein Zentrum für Arbeiter, sozial Schwache und Durchwanderer. Müller war 1853 Mitbegründer des Akademischen Lesevereins, jetzt KStV  Askania-Burgundia Berlin, der ersten Verbindung des Kartellverbands. Im selben Jahr übernahm er die Herausgeberschaft des 1848 begründeten Märkischen Kirchenblattes, einer Wochenzeitung für die Katholiken in der Mark Brandenburg, ab 1863 gab er zusätzlich den Berliner St. Bonifatius-Kalender heraus. Seit 1864 war er Ehrenmitglied der katholischen Studentenverbindung KDStV Winfridia Breslau im CV.
Müller war Abgeordneter des Preußischen Landtages und dann ab 1871 auch des Deutschen Reichstages für die Deutsche Zentrumspartei, bei deren Gründung er 1870 beteiligt war. Auf Drängen des für Berlin zuständigen Breslauer Fürstbischofs Kopp legte er 1891 sein Mandat nieder und zog sich auch von seinen kirchlichen Aufgaben zurück. Bis zu seinem Tod lebte er im Kloster der Grauen Schwestern in Neisse.
Wegen seiner seelsorgerlichen Tätigkeit wurde Eduard Müller Apostolus Berolinensis „Apostel Berlins“ genannt. Ihm zu Ehren wurde die 1907 erbaute St.-Eduard-Kirche in Berlin-Neukölln seinem Namenspatron, dem hl. Eduard dem Bekenner († 1066) geweiht. Nachdem Müller zunächst auf dem Alten St. Hedwigs-Friedhof beigesetzt worden war, fand er 1920 seine letzte Ruhestätte in dieser Kirche. 1984 wurde der Eduard-Müller-Platz in Berlin-Neukölln nach ihm benannt. Das Kolpingwerk Berlin feiert den Eduard-Müller-Gedenktag an seinem Sterbetag, dem 13. Oktober.